# 浩一のがまだせ!熊本
浩一のがまだせ!熊本（こういちのがまだせ!くまもと）は、RKK熊本放送で2007年1月6日より放送されている自社制作のラジオ番組。「株式会社クボタ」と系列会社である「株式会社中九州クボタ」の共同提供番組である。
開始当初から2011年9月24日までは毎週土曜7:15 -7:30に放送されていたテレビ番組であったが、2011年10月3日以降は媒体をラジオに移して、生放送ワイド番組『とんでるワイド 大田黒浩一のきょうも元気!』に内包する形で継続している。放送時間は毎週月曜・金曜10:40 - 10:45頃であり、月曜と金曜では放送内容が異なる。

## 概要
前身の番組は、「およねの農事メモ」。その後「およねのコケコッコー」に番組名を変更して放送していたが、長らくこの番組に出演していたばってん荒川が2006年10月に死去。これに伴い、荒川とはデビューのきっかけになった師弟関係で、長年テレビやラジオなどで共演した後輩の大田黒浩一が番組を引き継ぎ、「浩一のコケコッコー」というタイトルで放送していたが、このタイトルでの放送は2006年12月30日をもって終了。2007年1月6日より現在のタイトルで放送している。
番組内容は「コケコッコー」を引き継いでおり、熊本の農業に関する話題や情報を紹介する番組である。タイトルにある「がまだせ!」とは、熊本弁で働く、励む、精を出す、頑張るという意味の「がまだす」に由来する。熊本県内で頑張る農家の取り組みや消費者のためになる旬の農作物の情報、市町村や学校などでの食に関する取り組みなどを取り上げる。

## 内容

### テレビ放送時代
月一度、熊本県内にある物産館とそこで販売されている農作物の生産者の取り組みを紹介する「物産館めぐり」のコーナーがある。紹介した物産館の特産物が当たる視聴者プレゼントもあった。
前後半のコーナーの合間には「浩一の熊本弁講座」と題し、昔ながらの熊本弁を大田黒が紹介するコーナー、番組後半では、家庭菜園のコーナーがあり、土作りや堆肥の作り方など家庭菜園の初歩から分かりやすく紹介した。
大田黒は、番組内では季節に関係なく、年中毎週半袖のアロハシャツを着て登場する。ちなみに番組パーソナリティーを務める同局のラジオ番組「とんでるワイド 大田黒浩一のきょうも元気!」の生放送中のスタジオ内でも年中アロハシャツ姿でマイクの前に向かっていた。
『マスターズ・トーナメント』（毎年4月上旬）『全米プロゴルフ選手権』（2009年より毎年8月上旬）放送時は番組自体が休止となった。

### ラジオ放送時代
大田黒以外の出演者を一新。月曜は家庭菜園入門とクボタの商品紹介をそれぞれ隔週で放送、金曜は慶徳二郎が農家を訪問するコーナーとなった。

## 出演者
- 大田黒浩一
- 檜室英子（RKKアナウンサー）
- 慶徳二郎

過去
- 平野裕子（「エンジョイ家庭菜園」リポーター、2007年1月6日〜2008年12月27日）
- くぎあやこ（「エンジョイ！家庭でアグリ」リポーター、2009年1月4日〜不明）
- 田中洋平（「農業最前線」リポーター）